# Partecipanti al Tour of Britain 2023
Elenco dei partecipanti al Tour of Britain 2023.
Il Tour of Britain 2023 è stato la diciannovesima edizione della corsa. Alla competizione presero parte 16 squadre: 5 con licenza UCI World Tour 2023, 6 UCI ProTeam, 4 UCI Continental Team e 1 selezione nazionale.
Ciascuna delle squadre è composta da sei ciclisti, per un totale di 96 atleti accreditati alla partenza.

## Corridori per squadra
Nota: R ritirato, NP non partito, FT fuori tempo, SQ squalificato
| Movistar Team          | Movistar Team        | Movistar Team        | Ineos Grenadiers      | Ineos Grenadiers      | Ineos Grenadiers      | Bingoal WB                  | Bingoal WB                  | Bingoal WB                  |
| ---------------------- | -------------------- | -------------------- | --------------------- | --------------------- | --------------------- | --------------------------- | --------------------------- | --------------------------- |
| N°                     | Ciclista             | Clas.                | N°                    | Ciclista              | Clas.                 | N°                          | Ciclista                    | Clas.                       |
| 1                      | Gonzalo Serrano      | 19°                  | 11                    | Thomas Pidcock        | NP7ª                  | 21                          | Floris De Tier              | 41°                         |
| 2                      | Fernando Gaviria     | R 6ª                 | 12                    | Carlos Rodríguez      | 10°                   | 22                          | Johan Meens                 | 26°                         |
| 3                      | Carlos Verona        | 72°                  | 13                    | Luke Rowe             | 55°                   | 23                          | Davide Persico              | 64°                         |
| 4                      | Max Kanter           | R 7ª                 | 14                    | Connor Swift          | 36°                   | 24                          | Dimitri Peyskens            | 32°                         |
| 5                      | Gregor Mühlberger    | 7°                   | 15                    | Magnus Sheffield      | 4°                    | 25                          | Lennert Teugels             | 15°                         |
| 6                      | Óscar Rodríguez      | 45°                  | 16                    | Ben Turner            | 38°                   | 26                          | Alexander Salby             | NP7ª                        |
| Selezione britannica   | Selezione britannica | Selezione britannica | Bora-Hansgrohe        | Bora-Hansgrohe        | Bora-Hansgrohe        | Bolton Equities Black Spoke | Bolton Equities Black Spoke | Bolton Equities Black Spoke |
| N°                     | Ciclista             | Clas.                | N°                    | Ciclista              | Clas.                 | N°                          | Ciclista                    | Clas.                       |
| 31                     | Ethan Vernon         | 24°                  | 41                    | Sam Bennett           | R 8ª                  | 51                          | Jacob Scott                 | 57°                         |
| 32                     | Jack Brough          | 74°                  | 42                    | Ryan Mullen           | 47°                   | 52                          | Matthew Bostock             | 61°                         |
| 33                     | Joshua Giddings      | R 8ª                 | 43                    | Nils Politt           | 9°                    | 53                          | James Fouché                | 53°                         |
| 34                     | Noah Hobbs           | 66°                  | 44                    | Matthew Walls         | 60°                   | 54                          | Ryan Christensen            | NP7ª                        |
| 35                     | Oliver Wood          | 73°                  | 45                    | Ide Schelling         | 65°                   | 55                          | Mark Stewart                | 16°                         |
| 36                     | Stephen Williams     | 14°                  | 46                    | Danny van Poppel      | 11°                   | 56                          | Rory Townsend               | NP8ª                        |
| Global 6 Cycling       | Global 6 Cycling     | Global 6 Cycling     | Jumbo-Visma           | Jumbo-Visma           | Jumbo-Visma           | Equipo Kern Pharma          | Equipo Kern Pharma          | Equipo Kern Pharma          |
| N°                     | Ciclista             | Clas.                | N°                    | Ciclista              | Clas.                 | N°                          | Ciclista                    | Clas.                       |
| 61                     | Nícolas Sessler      | 22°                  | 71                    | Wout Van Aert         | 1°                    | 81                          | Roger Adrià                 | 13°                         |
| 62                     | Giacomo Ballabio     | 25°                  | 72                    | Edoardo Affini        | 62°                   | 82                          | Igor Arrieta                | 17°                         |
| 63                     | Tomoya Koyama        | R 7ª                 | 73                    | Steven Kruijswijk     | 52°                   | 83                          | Iñigo Elosegui              | 31°                         |
| 64                     | Evan Russell         | 49°                  | 74                    | Olav Kooij            | 48°                   | 84                          | José Félix Parra            | 18°                         |
| 65                     | Callum Ormiston      | 71°                  | 75                    | Jos van Emden         | R 8ª                  | 85                          | Ibon Ruiz                   | 59°                         |
| 66                     | Tom Wirtgen          | 70°                  | 76                    | N. Van Hooydonck      | 43°                   | 86                          | Danny van der Tuuk          | R 8ª                        |
| Saint Piran            | Saint Piran          | Saint Piran          | Team DSM-Firmenich    | Team DSM-Firmenich    | Team DSM-Firmenich    | Q36.5 Pro Cycling Team      | Q36.5 Pro Cycling Team      | Q36.5 Pro Cycling Team      |
| N°                     | Ciclista             | Clas.                | N°                    | Ciclista              | Clas.                 | N°                          | Ciclista                    | Clas.                       |
| 91                     | Alexandar Richardson | R 8ª                 | 101                   | Tobias Lund Andresen  | 67°                   | 111                         | Mark Donovan                | 5°                          |
| 92                     | Harry Birchill       | R 8ª                 | 102                   | Patrick Bevin         | 42°                   | 112                         | Damien Howson               | 3°                          |
| 93                     | Finn Crockett        | 30°                  | 103                   | Enzo Leijnse          | 75°                   | 113                         | Kamil Małecki               | 58°                         |
| 94                     | Zeb Kyffin           | 6°                   | 104                   | Niklas Märkl          | 44°                   | 114                         | Nicolò Parisini             | 27°                         |
| 95                     | Jack Rootkin-Gray    | 34°                  | 105                   | Tim Naberman          | 54°                   | 115                         | Joey Rosskopf               | 23°                         |
| 96                     | William Tidball      | 63°                  | 106                   | Casper van Uden       | 28°                   | 116                         | Szymon Sajnok               | 51°                         |
| TDT-Unibet             | TDT-Unibet           | TDT-Unibet           | Team Flanders-Baloise | Team Flanders-Baloise | Team Flanders-Baloise | Trinity Racing              | Trinity Racing              | Trinity Racing              |
| N°                     | Ciclista             | Clas.                | N°                    | Ciclista              | Clas.                 | N°                          | Ciclista                    | Clas.                       |
| 121                    | Harry Tanfield       | R 8ª                 | 131                   | Kamiel Bonneu         | 8°                    | 141                         | Luke Lamperti               | 40°                         |
| 122                    | Joren Bloem          | R 8ª                 | 132                   | Sander De Pestel      | 33°                   | 142                         | Robert Donaldson            | 29°                         |
| 123                    | Davide Bomboi        | R 7ª                 | 133                   | Milan Fretin          | R 7ª                  | 143                         | Liam Johnston               | R 8ª                        |
| 124                    | Martijn Budding      | R 1ª                 | 134                   | Elias Maris           | 35°                   | 144                         | Paul Magnier                | 20°                         |
| 125                    | Abram Stockman       | 37°                  | 135                   | Ward Vanhoof          | NP2ª                  | 145                         | Oliver Rees                 | 56°                         |
| 126                    | Hartthijs de Vries   | 46°                  | 136                   | Alex Colman           | R 8ª                  | 146                         | Max Walker                  | 50°                         |
| Uno-X Pro Cycling Team |                      |                      |                       |                       |                       |                             |                             |                             |
| N°                     | Ciclista             | Clas.                |                       |                       |                       |                             |                             |                             |
| 151                    | Stian Fredheim       | 68°                  |                       |                       |                       |                             |                             |                             |
| 152                    | Fredrik Dversnes     | 39°                  |                       |                       |                       |                             |                             |                             |
| 153                    | Tord Gudmestad       | 69°                  |                       |                       |                       |                             |                             |                             |
| 154                    | Tobias Johannessen   | 2°                   |                       |                       |                       |                             |                             |                             |
| 155                    | Rasmus Tiller        | 12°                  |                       |                       |                       |                             |                             |                             |
| 156                    | Martin Urianstad     | 21°                  |                       |                       |                       |                             |                             |                             |